# Château de Bon-Hôtel
Le château de Bon-Hôtel est un château du XIXe siècle situé à Ligny-le-Ribault, dans le département du Loiret en région Centre-Val de Loire.

## Géographie
L'édifice est situé sur le territoire de la commune de Ligny-le-Ribault (Loiret), à l'ouest du bourg, dans la région naturelle de la Sologne, à la pointe sud de l'étang Creux, à environ 105 mètres d'altitude.
Depuis Ligny-le-Ribault, le château est accessible via le chemin de Saint-Laurent situé à proximité de la route départementale 19.

## Histoire
Georges Dupré de Saint Maur, conseiller général du canton de La Ferté-Saint-Aubin (1877-1889) et maire de Ligny-le-Ribault (1878-1902), fait bâtir le château entre 1875 et 1882,.
En 1923, le château, qui à ce moment-là appartient à la famille Poniatowski, est acquis par l’industriel suisse Henry Burrus pour s’adonner à sa passion pour l’équitation.
Le château est inscrit à l'inventaire des monuments historiques depuis le 3 septembre 1991.

## Description
L'édifice est initialement conçu pour être un lieu de réceptions mondaines et plus particulièrement un rendez-vous de chasse à courre.